# (2377) Shcheglov
(2377) Shcheglov es un asteroide perteneciente al cinturón de asteroides, descubierto el 31 de agosto de 1978 por Nikolái Stepánovich Chernyj desde el Observatorio Astrofísico de Crimea (República de Crimea).

## Designación y nombre
Designado provisionalmente como 1978 QT1. Fue nombrado Shcheglov en honor al astrónomo uzbeco Vladímir Petróvich Scheglov.